# Emilio Chiovenda
Emilio Chiovenda (Roma, 18 de mayo de 1871 - Bolonia, 19 de febrero de 1941) fue un botánico, briólogo, algólogo y pteridólogo italiano.
Colecta en Italia, Eritrea y Etiopía, especialmente en las montes de la Luna o Ruwenzori, de 1893 a 1909.
Fue un frecuente colaborador con Pietro Romualdo Pirotta en su trabajo sobre la "Flora de Colonia Eritrea; también fue asociado con muchas otras instituciones.
Sus principales colecciones permanecen en Bolonia, con cerca de 20.000 muestras.

## Algunas publicaciones
*
 1900. Illustrazione di alcuni erbarii antichi Romani (con Romualdo Pirotta)
* 1903. Flora della Colonia Eritrea (con Romualdo Pirotta)
* 1904-1935. Flora delle Alpi Lepontine occidentali
* 1909. Il Ruwenzori parte scientifica : Risultati delle osservazioni e studi compiuti sul materiale raccolto dalla spedizione : Zoologica, Botanica, Geologica petrografia e Mineralogia : 	Angiospermae
* 1916. Resultati scientifici della Missione Stefanini-Paoli nella somalia Italiana : Le Collezioni Botaniche
* 1929. Flora somala Roma, Sindacato italiano arti grafiche
* 1929. Pteridophyta Catania, Tip. Giandolfo
* 1931. Il papiro in Italia : un interessante problema di biologia, sistematica e fitogeografia Forli, Tip. Valbonesi
* 1934. Nuovo contributo alla Flora della Somalia Italiana
* 1935. Raccolte botanische (Embryophyta diploidalia) fatte dai missionari della consolata nel Kenya

## Honores

### Eponimia
Género
- (Fabaceae) Chiovendaea Speg.[5]

Especies
- (Burseraceae) Commiphora chiovendana J.B.Gillett ex Thulin[6]

- (Rubiaceae) Oldenlandia chiovendae (Bremek.) Verdc.[7]

- (Scrophulariaceae) Verbascum chiovendae Hub.-Mor.[8]
- La abreviatura «Chiov.» se emplea para indicar a Emilio Chiovenda como autoridad en la descripción y clasificación científica de los vegetales.[9]